# Base aérienne de Sidi Slimane
Ne doit pas être confondu avec Aéroport de Benslimane.
 (mai 2018).
Si vous disposez d'ouvrages ou d'articles de référence ou si vous connaissez des sites web de qualité traitant du thème abordé ici, merci de compléter l'article en donnant les références utiles à sa vérifiabilité et en les liant à la section « Notes et références ».
La base aérienne de Sidi Slimane (code OACI : GMSL) est une base aérienne militaire située à Sidi Slimane, une ville de la région de Rabat-Salé-Kénitra au Maroc. Elle est également connue comme la cinquième base des Forces royales air marocaines.

## Histoire

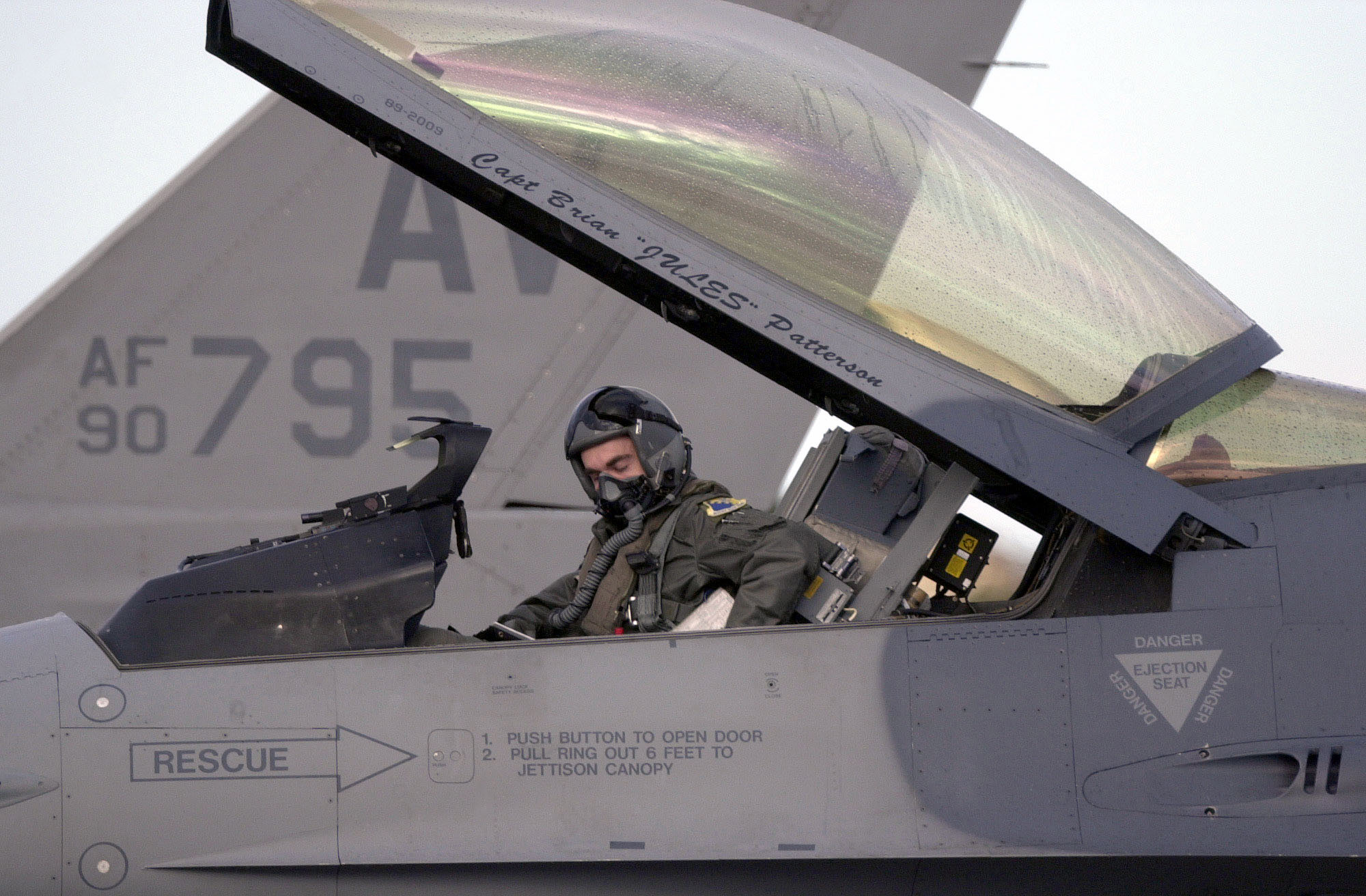
Un F-16 américain sur la base de Sidi Slimane en 1994.

La base aérienne de Sidi Slimane (base 201 de l’Armée de l’Air française) est active de 1951 à 1959. Cette activité fait suite à des accords interalliés qui confient à l'Armée de l'Air française le commandement, la garde et la circulation aérienne de la base. Les missions stratégiques sont assurées par l'USAF, plus précisément par le Strategic Air Command américain. Elle doit servir de base avancée et de site de dispersion pour les bombardiers américains déployés en Afrique du Nord et en Europe du Sud, en cas de conflit. 
Le 31 janvier 1958 la base est évacuée à la suite de l'incendie d'un bombardier B-47 qui transporte une arme nucléaire. 
Entre 1958 et 1960 la base accueille le 324th Fighter-Interceptor Squadron, une formation de North American F-86 chargés de contribuer à la protection de l'espace aérien marocain.
En 1963, la base fut transférée aux autorités marocaines. Celles-ci y déploient actuellement deux escadrons de chasse ("Atlas" et "Assad") opérant sur Dassault Mirage F1.
L’exercice « Échange Air Maroc 2022 » est organisé sur la base en 2022.

## Situation

### Carte des aéroports du Maroc
| \| 100 km1:10 004 000 \| Ouezzane Agadir Al Hoceima Meknès Béni Mellal Bouarfa Casablanca-Tit Mellil Casablanca-Mohammed V Errachidia Essaouira Fès Guelmim Ifrane Kénitra Khouribga Marrakech Nador Ouarzazate Oujda Rabat-Salé Tanger Zagora Tan-Tan Tarfaya Tétouan Benslimane Sidi Slimane Inezgane Ben Guerir Taroudant Taza |
| 100 km1:10 004 000 |